# Wiktoria Sienkiewicz
Wiktoria Sienkiewicz z domu Wasilewska (ur. 29 października 1916 w Smoleńsku, zm. 11 stycznia 2013 w Warszawie) – polska lekarka, posłanka na Sejm PRL III kadencji.

## Życiorys
W 1939 uzyskała wykształcenie wyższe medyczne na Uniwersytecie Stefana Batorego z tytułem zawodowym lekarza medycyny. Pracowała jako ordynator i dyrektor Szpitala Powiatowego w Ciechanowie, a nadto w Zespole Wojewódzkich Przychodni Specjalistycznych oraz w Klinicznym Szpitalu im. Witolda Orłowskiego w Warszawie. W 1961 uzyskała mandat posłanki na Sejm PRL w okręgu Ciechanów. W trakcie kadencji zasiadała w Komisji Zdrowia i Kultury Fizycznej. W 1954 została odznaczona Odznaką honorową „Za wzorową pracę w służbie zdrowia”.

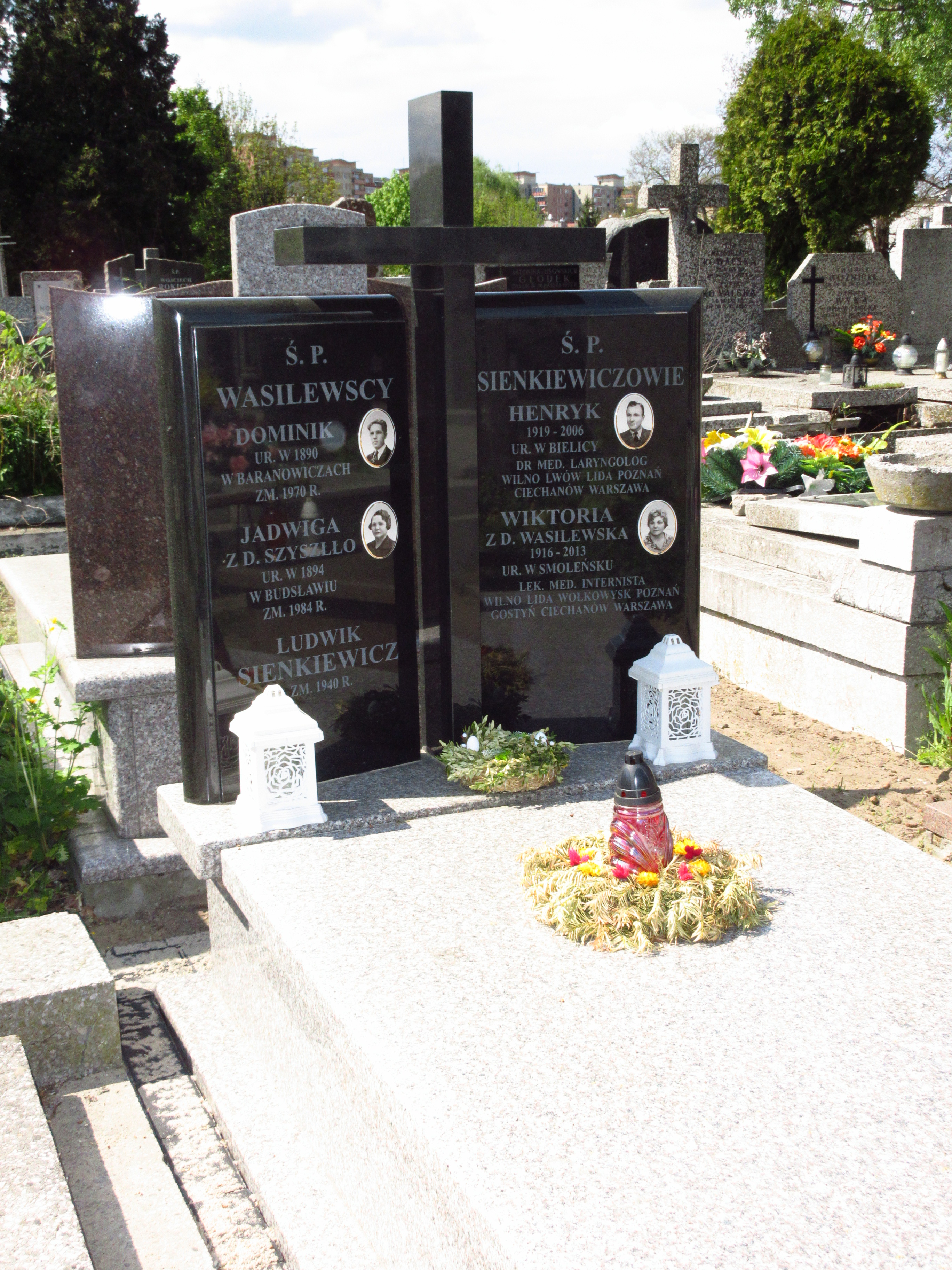
Grób Wiktorii Sienkiewicz na Cmentarzu Bródnowskim.

Została pochowana na Cmentarzu Bródnowskim (kwatera 70D-3-22).